# Museo de Uadane
El Museo de Uadane (en francés: Musée de Ouadane) es un museo localizado en Uadane, Mauritania. Está localizado en la ciudad vieja de Uadane, Patrimonio de la Humanidad, en un edificio llamado "Maison des Armes".

## Colecciones
Sus colecciones exhiben objetos desde el periodo Neolítico al periodo colonial, en las que se incluyen materiales líticos, cerámica, manuscritos y mapas árabes, y cohetes disparados en Uadane durante la guerra del Sahara Occidental, además de retazos etnográficos.
El museo es mantenido por la Fundación Abidine Sidi pour la culture, le savoir et la protection du patrimoine Ouadane.